# Чемпионат мира по шорт-треку 1989
Чемпионат мира по шорт-треку 1989 года проходил 7 — 9 апреля в Солихалле (Великобритания).

## Общий медальный зачёт
| Место | Страна           | Золото | Серебро | Бронза | Всего |
| ----- | ---------------- | ------ | ------- | ------ | ----- |
| 1     | Канада           | 7      | 5       | 5      | 17    |
| 2     | Республика Корея | 1      | 2       | 2      | 5     |
| 3     | Нидерланды       | 1      | 2       | 0      | 3     |
| 4     | Италия           | 1      | 0       | 0      | 1     |
| 5     | Великобритания   | 0      | 1       | 0      | 1     |
| 6     | Китай            | 0      | 0       | 2      | 2     |
| 7     | Япония           | 0      | 0       | 1      | 1     |

## Медалисты

### Мужчины
| Дисциплина | Золото                                                         | Серебро                                                         | Бронза                                                     |
| ---------- | -------------------------------------------------------------- | --------------------------------------------------------------- | ---------------------------------------------------------- |
| Многоборье | Мишель Деньо Канада                                            | Ким Ки Хун Республика Корея                                     | Марк Лэки Канада                                           |
| 500 м      | Марк Лэки Канада                                               | Мишель Деньо Канада                                             | Юити Акасака Япония                                        |
| 1000 м     | Ким Ки Хун Республика Корея                                    | Уилф О'Рейли Великобритания                                     | Марк Лэки Канада                                           |
| 1500 м     | Мишель Деньо Канада                                            | Ким Ки Хун Республика Корея                                     | Марк Лэки Канада                                           |
| 3000 м     | Мишель Деньо Канада                                            | Ким Ки Хун Республика Корея                                     | Юити Акасака Япония                                        |
| Эстафета   | Чарльз Велдховен Ян Хогевен Жако Мос Йерун Оттер Ричард Суйтен | Роберт Дюбрей Марк Лэки Мишель Деньо Сильвен Ганьон Лоран Деньо | Ким Ки Хун Ли Джун Хо Мо Джи Су Квон Ён Чхоль Чхан Квон Ок |

### Женщины
| Дисциплина | Золото                                                           | Серебро                                                                           | Бронза                                                |
| ---------- | ---------------------------------------------------------------- | --------------------------------------------------------------------------------- | ----------------------------------------------------- |
| Многоборье | Сильви Дэгль Канада                                              | Мариз Перро Канада                                                                | Го Хунжу Китай                                        |
| 500 м      | Кристина Шиолла Италия                                           | Сильви Дэгль Канада                                                               | Мариз Перро Канада                                    |
| 1000 м     | Мариз Перро Канада                                               | Сильви Дэгль Канада                                                               | Го Хунжу Китай                                        |
| 1500 м     | Сильви Дэгль Канада                                              | Жоэль ван Кутсвелд Нидерланды                                                     | Мариз Перро Канада                                    |
| 3000 м     | Го Хунжу Китай                                                   | Натали Ламбер Канада                                                              | Марико Киносита Япония                                |
| Эстафета   | Натали Ламбер Иден Донателли Сильви Дэгль Кэти Морин Мариз Перро | Жоэль ван Кутсвелд Клаудия Волверс Моник Велзебур Аня ван дер Пул Присцилла Эрнст | Чон Ли Ген Ким Со Ён Ким Джун А Ли Хён Джун Ли Юн Сук |